# Alan Williams (Politiker)
Alan John Williams PC (* 14. Oktober 1930 in Caerphilly, Wales; † 21. Dezember 2014 in London) war ein britischer Politiker der Labour Party, der 45 Jahre lang den Wahlkreis Swansea West als Abgeordneter im House of Commons vertrat, mehrmals Staatsminister sowie zuletzt zwischen 2005 und 2010 als Father of the House der Abgeordnete mit der längsten ununterbrochenen Mitgliedschaft im Unterhaus und damit quasi Alterspräsident war.

## Leben

### Studium, Lecturer und Unterhausabgeordneter
Williams, Sohn eines Bergmanns, absolvierte nach dem Besuch der Cardiff High School ein Studium am Cardiff College of Technology sowie am University College Oxford und trat in dieser Zeit der Labour Party als Mitglied bei. 1954 gehörte er zu einer Delegation von Mitgliedern des Studentenverbandes National Union of Students, die eine Reise in die Sowjetunion unternahm, nachdem dies durch den Tod Josef Stalins möglich wurde. Er war nach Abschluss des Studiums als Lecturer für Wirtschaftswissenschaften am Welsh College of Advanced Technology sowie als Radiomoderator tätig.
Bei den Unterhauswahlen vom 8. Oktober 1959 kandidierte Williams im Wahlkreis Poole erstmals für ein Mandat im House of Commons, unterlag aber dem Wahlkreisinhaber Richard Pilkington von der Conservative Party. Bei den nächsten Wahlen vom 15. Oktober 1964 wurde er im Wahlkreis Swansea West zum Unterhausabgeordneten gewählt. Er schlug dabei den konservativen Wahlkreisinhaber John Rees und trug somit zur hauchdünnen Parlamentsmehrheit der Labour Party von nur fünf Stimmen bei, die dazu führten, dass Harold Wilson neuer Premierminister wurde. Zu Beginn seiner Parlamentszugehörigkeit war er Mitglied des Ausschusses für öffentliche Haushalte (Public Accounts Committee).

### Juniorminister 1966 bis 1970 und erste Oppositionsjahre
Williams gehörte in der Folgezeit zur großen Zahl junger aufstrebender Politiker seiner Partei und wurde nach den vorgezogenen Unterhauswahlen vom 31. März 1966, die die Mehrheit der Labour Party auf 96 Sitze ausweitete, Parlamentarischer Privatsekretär von Postminister (Postmaster General) Edward Short. Im darauf folgenden Jahr wurde er 1967 Parlamentarischer Unterstaatssekretär (Parliamentary Under-Secretary of State) im Ministerium für Wirtschaftsangelegenheiten DEA (Department of Economic Affairs). Nach der Auflösung dieses Ministeriums im Oktober 1969 wurde er Parlamentarischer Sekretär in dem von Tony Benn geleiteten Technologieministerium, in dem er für Wirtschaftsangelegenheiten und die verstaatlichten Industrien zuständig war. In dieser Funktion kündigte er den Rückzug der Grubenpferde (Pit Ponies) aus allen Bergwerken an mit Ausnahme derjenigen Gruben, in denen diese durch Maschinen nicht zu ersetzen waren. Tatsächlich sank die Zahl der Grubenpferde in britischen Bergwerken von 11.000 Tieren im Jahr 1957 auf nur noch 100 Pferde im Jahr 1980. Zugleich musste er eine empfindliche Kürzung der Versorgung mit festen Brennstoffen wie Steinkohle, Koks und Holzkohle verteidigen.
Nach dem Wahlerfolg der Conservative Party bei den Unterhauswahlen vom 18. Juni 1970 und dem Amtsantritt des konservativen Premierministers Edward Heath wurde Williams Sprecher der Opposition für Verbraucherschutz und Kleinbetriebe.

### Staatsminister 1974 bis 1979
Als Harold Wilson nach den Unterhauswahlen vom 28. Februar 1974 erneut das Amt des Premierministers übernahm, wurde Williams Staatsminister in dem neu geschaffenen Ministerium für Preise und Verbraucherschutz (Department of Prices and Consumer Protection), das von der ebenfalls moderaten Ministerin Shirley Williams geleitet wurde. Dabei spielte er eine maßgebliche Rolle beim Festhalten der Labour Party-Politik der Kontrolle und Subventionierung der Preise von Grundnahrungsmitteln, die später von Shirley Williams als wirtschaftlicher Unsinn betrachtet wurde. Andererseits brachte er die verbindliche Preisangabe bei Getränken ein und die Gründung eines Netzwerks von örtlichen Verbraucherberatungszentren.
Nachdem James Callaghan nach dem Rücktritt Wilsons am 16. März 1976 neuer Premierminister wurde, wechselte Williams als Staatsminister in das Industrieministerium und war damit Stellvertreter von Industrieminister Eric Varley. 1977 wurde er auch zum Mitglied des Privy Council berufen. Dabei konzentrierte er sich auf die Unterstützung des in die Krise geratenen industriellen Sektor, die auch die von Benn Ende der 1960er Jahre ermutigten Arbeitergenossenschaften einschloss. Des Weiteren verteidigte er die Ablehnung seines Ministeriums, dass Toyota eine Niederlassung für Autoimporte in Bristol eröffnen konnte, um den japanischen Autohersteller dadurch zu zwingen, diesen Standort in einer wirtschaftlich unterentwickelteren Region Großbritanniens zu errichten.
Die Wochen im Frühjahr 1979 vor der Niederlage Callaghans bei den Unterhauswahlen vom 3. Mai 1979 waren für Williams eine schwere Zeit. Er musste einräumen, dass seine Versuche zur Förderung der britischen Industrie durch den sogenannten „Winter der Unzufriedenheit“ (Winter of Discontent) zum Jahreswechsel 1978/1979 untergraben wurde, der zu Produktionskürzungen von zehn Prozent und der Entlassung von 235.000 Arbeitern geführt hatte. Zugleich musste er wie andere Mitglieder der Labour-Regierung gegen seine persönliche Überzeugung für das von Callaghan propagierte, erfolglose Wales-Referendum (Welsh Devolution Referendum) am 1. März 1979 stimmen, was letztlich ebenso wie der Winter of Discontent Ursache für die Wahlniederlage der Labour Party bei den darauf folgenden Unterhauswahlen war.

### Erneute Oppositionsjahre 1979 bis 1997

#### Front Bencher1979 bis 1988
Bei den Unterhauswahlen vom 3. Mai 1979 konnte Williams sein Unterhausmandat nur knapp mit 401 Wählerstimmen verteidigen und übernahm in der darauf folgenden Opposition zunächst die Funktion als Sprecher seiner Partei für Wales, ehe er vom neuen Labour-Party-Vorsitzenden Michael Foot 1980 zum Schatten-Minister für den öffentlichen Dienst in dessen Schattenkabinett berufen wurde. In dieser Funktion warf er der neuen konservativen Premierministerin Margaret Thatcher „Rachsucht“ vor, nachdem diese Mitarbeiter des öffentlichen Dienstes, die sich zuvor über ihrer Gehälter beklagten, von den üblichen Neujahrs-Ehrungen ausschloss. Während des zunehmenden Linksrucks innerhalb der Labour Party verblieb er in der Partei, wohingegen andere rechtsgerichtete Politiker seiner Partei der am 26. März 1981 von Roy Jenkins, David Owen, Bill Rodgers und Shirley Williams gegründeten Social Democratic Party (SDP) beitraten.
Nach der vernichtenden Niederlage der Labour Party bei den Unterhauswahlen vom 9. Juni 1983 wurde Williams vom neuen Parteivorsitzenden Neil Kinnock zum Sprecher der Opposition für Handel und Industrie sowie Wahlkampfkoordinator ernannt. Die durch Thatcher initiierte Privatisierung von British Telecom durch das Telecommunication Act 1984 kritisierte er als „die größte Schenkung in der britischen Wirtschaftsgeschichte, da man beinahe alles für den halben Preis verkaufen könnte“ (‚the biggest giveaway in British commercial history – you can sell almost anything at half price‘). In seiner zusätzlichen Funktion als stellvertretender Fraktionsvorsitzender im Unterhaus sowie damit als Deputy Shadow Leader of the House beteiligte er sich zudem maßgeblich an den Debatten um die sogenannte Spycatcher Affair, die Aufdeckung einer Spionageaffäre beim Geheimdienst Security Service.
1987 ernannte Kinnock ihn zum Schatten-Minister für Wales, ehe er ihn ein Jahr darauf 1988 ausschließlich wieder zum stellvertretenden Fraktionsvorsitzenden im Unterhaus berief und ihn damit quasi herabstufte.

#### Hinterbänkler 1989 bis 2005
Kurze Zeit später trat er am 9. Januar 1989 von diesem Amt zurück und engagierte sich fortan als Hinterbänkler in seiner Fraktion.
1990 wurde er wieder Mitglied des Ausschusses für öffentliche Haushalte, dem er bereits Mitte der 1960er Jahre angehört hatte. Diesem Ausschuss gehörte er bis zu seinem freiwilligen Mandatsverzicht 2010 an und setzte sich während dieser Zeit für eine Untersuchung des National Audit Office zu den Kosten der Reisen der königlichen Familie ein. Diese Untersuchung erbrachte, wie von ihm vermutet wurde, die wahren Kosten für die königliche Yacht HMY Britannia. Nach dem Wahlsieg der Labour Party bei den Unterhauswahlen am 1. Mai 1997 wurde bekanntgegeben, dass die Britannia zwar außer Dienst gestellt, aber nicht durch ein neues Schiff ersetzt werden soll. Hauptgrund für diese Entscheidung waren die laufenden Betriebskosten von rund 30 Millionen Euro jährlich, die von den britischen Steuerzahlern aufgebracht wurden. Die königliche Familie lehnte es ab, diese Kosten ganz oder teilweise selbst zu tragen.
Neben der Mitgliedschaft in diesem Ausschuss war er auch Mitglied im Unterhausausschuss für Standards und Privilegien (Standards and Privileges Committee) sowie seit 1997 Mitglied des Gemeinsamen Parlamentsausschusses für Privilegien (Joint Committee on Privilege). Zwischen 2001 und 2010 fungierte er auch als Vorsitzender des sogenannten Liaison Committee, der Verbindungs- und Beratungsausschuss der Vorsitzenden der 32 ständigen Unterhausausschüsse sowie des Gemeinsamen Parlamentsausschusses für Menschenrechte.

### Father of the House
Nach dem Ausscheiden von Tam Dalyell aus dem Unterhaus nach den Wahlen vom 5. Mai 2005 wurde Williams dessen Nachfolger als Father of the House, also als der Abgeordnete mit der längsten ununterbrochenen Mitgliedschaft im Unterhaus, der damit quasi auch Alterspräsident des House of Commons war.
Als solchem fiel es ihm zu, Tony Blair die Schlussfrage zu stellen, ehe dieser am 27. Juni 2007 von seinem Amt als Premierminister zurücktrat und sein Unterhausmandat niederlegte. Trotz der unterschiedlichen Meinungen der beiden, bezeichnete Williams Blair als „einen der herausragendsten Premierminister zu meinen Lebzeiten“ (‚one of the outstanding prime ministers of my lifetime‘).
Seine größte Aufmerksamkeit erhielt Williams im Juni 2009, als er als Father of the House die Sitzung zur Wahl eines neuen Unterhaussprechers leitete, nachdem Amtsinhaber Michael Martin wegen der durch die Tageszeitung The Daily Telegraph aufgedeckten Affäre um Spesenabrechnungen von Abgeordneten zurückgetreten war. Dabei kam es zur ersten echten Wahl, da das vorhergehende System von Absichtserklärungen zugunsten eines Kandidaten zu einem heillosen Durcheinander geführt hatte, wie zuletzt bei der Wahl Martins am 23. Oktober 2000. Dabei galt die frühere Außenministerin Margaret Beckett von der Labour Party als Favoritin, allerdings entschlossen sich mehrere Labour-Abgeordnete für eine Unterstützung des als Einzelgänger bekannten John Bercow von der Conservative Party, der sich letztlich mit 322 zu 271 Stimmen gegen seinen konservativen Parteifreund George Young durchsetzen konnte.
Nachdem er auf eine erneute Kandidatur bei den Wahlen vom 6. Mai 2010 verzichtet hatte, schied Williams nach mehr als 45-jähriger Mitgliedschaft aus dem House of Commons aus. Sein Nachfolger als Father of the House wurde daraufhin Peter Tapsell von der Conservative Party, der dem Unterhaus zwischen 1959 und 1964 sowie erneut seit 1966 angehört, während der Labour-Politiker Geraint Davies mit nur 504 Stimmen (1,4 Prozent) Vorsprung sein Nachfolger als Abgeordneter im Wahlkreis Swansea West wurde.
Zwischen 2000 und 2003 war er Präsident der Atlantic Treaty Association.